# Oxana Boturtjuk
Oxana Olexandrivna Boturtjuk (ukrainska: Оксана Олександрівна Ботурчук), född 12 september 1984 i Nikopol, Sovjetunionen, är en ukrainsk friidrottare. Hon fick sin syn mycket nedsatt vid en bilolycka. Hon var en lovande sprinter redan före olyckan men har haft sina största internationella framgångar som paraidrottare med medaljer i 4 paralympiska spel.

## Meriter
- Paralympiska sommarspelen 2008[4]
  - Guld, friidrott 100 meter T12
  - Silver, friidrott 200 meter T12
  - Silver, friidrott 400 meter T12
- Paralympiska sommarspelen 2012[4]
  - Silver, friidrott 400 meter T12
  - Brons, friidrott 100 meter T12
- Paralympiska sommarspelen 2016[4]
  - Silver, friidrott 200 meter T12
  - Silver, friidrott 400 meter T12
- Paralympiska sommarspelen 2020
  - Silver, friidrott 100 meter T12[5]
  - Silver, friidrott 200 meter T12[5]
  - Silver, friidrott 400 meter T12[5]

## Media
2021 gjordes filmen Pulse om Boturtjuks liv.